# Episodi di 101 Dalmatian Street
La prima stagione della serie animata 101 Dalmatian Street è stata trasmessa in anteprima nel Regno Unito e in Irlanda il 14 dicembre 2018 e in Italia il 23 dicembre su Disney Channel.
La regolare messa in onda della serie va in onda nel Regno Unito e Irlanda, in Italia dal 18 marzo 2019.
| nº tot. | nº st. | Titolo originale                          | Titolo italiano                            | Prima TV UK                                                | Prima TV Italia   | Cod. prod. |
| ------- | ------ | ----------------------------------------- | ------------------------------------------ | ---------------------------------------------------------- | ----------------- | ---------- |
| 1       | 1a     | Dog's Best Friend                         | Il migliore amico del cane                 | 14 dicembre 2018 (anteprima) 18 marzo 2019 (prima visione) | 23 dicembre 2018  | 101        |
| 2       | 1b     | Boom Night                                | La notte dei fuochi d'artificio            | 18 marzo 2019                                              | 18 marzo 2019     | 102        |
| 3       | 2a     | Power to the Puppies                      | Potere ai cuccioli                         | 19 marzo 2019                                              | 19 marzo 2019     | 103        |
| 4       | 2b     | Who the Dog Do You Think You Are?         | Il principe Dylan                          | 20 marzo 2019                                              | 20 marzo 2019     | 104        |
| 5       | 3a     | Walkies on the Wild Side                  | Lezioni di randagismo                      | 21 marzo 2019                                              | 21 marzo 2019     | 105        |
| 6       | 3b     | May Contain Nuts                          | Pazzo per le nocciole                      | 25 marzo 2019                                              | 22 marzo 2019     | 106        |
| 7       | 4a     | Winter Funderland                         | Il parco dei divertimenti invernali        | 26 marzo 2019                                              | 25 marzo 2019     | 107        |
| 8       | 4b     | Snow Day                                  | Un giorno con la neve                      | 27 marzo 2019                                              | 26 marzo 2019     | 108        |
| 9       | 5a     | Perfect Match                             | Una coppia perfetta                        | 28 marzo 2019                                              | 27 marzo 2019     | 109        |
| 10      | 5b     | All Fired Up                              | Pompieri al lavoro                         | 1º aprile 2019                                             | 28 marzo 2019     | 110        |
| 11      | 6a     | Poetry Scam                               | Giochi di poesia                           | 2 aprile 2019                                              | 29 marzo 2019     | 111        |
| 12      | 6b     | Crushed Out                               | Colpo di fulmine                           | 3 aprile 2019                                              | 1 aprile 2019     | 112        |
| 13      | 7a     | Girl's Day Out                            | Una giornata fra ragazze                   | 4 aprile 2019                                              | 11 maggio 2019    | 113        |
| 14      | 7b     | The Woof Factor                           | Cuccioli in pubblicità                     | 22 aprile 2019                                             | 12 maggio 2019    | 114        |
| 1516    | 8a8b   | The Nose Job                              | Un fiuto infallibile                       | 23 aprile 2019                                             | 18 maggio 2019    | 115        |
| 1516    | 8a8b   | The Nose Job                              | Un fiuto infallibile                       | 24 aprile 2019                                             | 19 maggio 2019    | 116        |
| 17      | 9a     | My Fair Dolly                             | Reginetta di eleganza                      | 25 aprile 2019                                             | 25 maggio 2019    | 117        |
| 18      | 9b     | Flea-Mageddon                             | Guerra alle pulci                          | 29 aprile 2019                                             | 26 maggio 2019    | 118        |
| 19      | 10a    | A Right Royal Rumble                      | Una rissa colossale                        | 17 agosto 2019                                             | 1º giugno 2019    | 119        |
| 20      | 10b    | Dal-Martians                              | Invasione aliena                           | 17 agosto 2019                                             | 1º giugno 2019    | 120        |
| 21      | 11a    | A Date with Destiny... Dallas and Déjà Vu | Appuntamento con Destiny, Dallas e Déjà Vu | 24 agosto 2019                                             | 21 settembre 2019 | 121        |
| 22      | 11b    | The Wow of Miaow                          | Il uao di Miao                             | 25 agosto 2019                                             | 22 settembre 2019 | 122        |
| 23      | 12a    | Fear Window                               | La finestra della paura                    | 31 agosto 2019                                             | 28 settembre 2019 | 123        |
| 24      | 12b    | The Dog House                             | La casa dei cani                           | 1º settembre 2019                                          | 29 settembre 2019 | 124        |
| 2526    | 13a13b | A Summer to Remember                      | Un'estate da ricordare                     | 7 settembre 2019                                           | 19 ottobre 2019   | 129        |
| 2526    | 13a13b | A Summer to Remember                      | Un'estate da ricordare                     | 7 settembre 2019                                           | 20 ottobre 2019   | 130        |
| 27      | 14a    | Long Tongue Day                           | Una giornata troppo calda                  | 8 settembre 2019                                           | 26 ottobre 2019   | 125        |
| 28      | 14b    | Doggy Da Vinci                            | Il cucciolo artista                        | 14 settembre 2019                                          | 27 ottobre 2019   | 126        |
| 29      | 15a    | London We Have A Problem                  | Londra, abbiamo un problema                | 15 settembre 2019                                          | 12 ottobre 2019   | 127        |
| 30      | 15b    | London We Have A Problem                  | Londra, abbiamo un problema                | 15 settembre 2019                                          | 13 ottobre 2019   | 128        |
| 31      | 16a    | It's My Party                             | È la mia festa                             | 21 settembre 2019                                          | 30 novembre 2019  | 131        |
| 32      | 16b    | Fox in the Dog House                      | Una volpe in casa                          | 22 settembre 2019                                          | 1º dicembre 2019  | 132        |
| 33      | 17a    | Fetch                                     | Prendi!                                    | 28 settembre 2019                                          | 7 dicembre 2019   | 133        |
| 34      | 17b    | Don't Push Your Luck                      | Non sfidare la sorte                       | 29 settembre 2019                                          | 8 dicembre 2019   | 134        |
| 35      | 18a    | The Curse of The Ferrydog                 | Il sortilegio del traghettatore            | 3 febbraio 2020                                            | 14 dicembre 2019  | 135        |
| 36      | 18b    | The Walls Are Alive                       | Il potere della meditazione                | 3 febbraio 2020                                            | 15 dicembre 2019  | 136        |
| 37      | 19a    | Diamond Dogs                              | Cani con diamanti                          | 4 febbraio 2020                                            | 21 dicembre 2019  | 137        |
| 38      | 19b    | Ride Along                                | Giro di pattuglia                          | 4 febbraio 2020                                            | 22 dicembre 2019  | 138        |
| 39      | 20a    | Poodle Wolf                               | Barboncino Lupo                            | 5 febbraio 2020                                            | 28 dicembre 2019  | 139        |
| 40      | 20b    | The Longest Night                         | La notte più lunga                         | 5 febbraio 2020                                            | 29 dicembre 2019  | 140        |
| 41      | 21a    | Balancing Act                             | Esercizio di equilibrio                    | 6 febbraio 2020                                            | 7 marzo 2020      | 141        |
| 42      | 21b    | Dawkins Strikes Back                      | Dawkins colpisce ancora                    | 6 febbraio 2020                                            | 8 marzo 2020      | 142        |
| 43      | 22a    | Poodlefall                                | La caduta del barboncino                   | 10 febbraio 2020                                           | 14 marzo 2020     | 143        |
| 44      | 22b    | Dotty Dancing                             | Il ballo delle macchie                     | 10 febbraio 2020                                           | 15 marzo 2020     | 144        |
| 45      | 23a    | Yappily Ever After                        | Felici e contenti                          | 11 febbraio 2020                                           | 21 marzo 2020     | 145        |
| 46      | 23b    | D-Factor                                  | Dylan comico                               | 11 febbraio 2020                                           | 22 marzo 2020     | 146        |
| 4748    | 24a24b | Puppy Dreams                              | I sogni del cucciolo                       | 12 febbraio 2020                                           | 29 marzo 2020     | 151        |
| 4748    | 24a24b | Puppy Dreams                              | I sogni del cucciolo                       | 12 febbraio 2020                                           | 29 marzo 2020     | 152        |
| 49      | 25a    | Dante's Inferno                           | L'inferno di Dante                         | 22 febbraio 2020                                           | 28 marzo 2020     | 147        |
| 50      | 25b    | Better the De Vil You Know                | De Mon, un nome un programma               | 22 febbraio 2020                                           | 28 marzo 2020     | 148        |
| 5152    | 26a26b | The De Vil Wears Puppies                  | Una pelliccia per Crudelia                 | 22 febbraio 2020                                           | 29 marzo 2020     | 149        |
| 5152    | 26a26b | The De Vil Wears Puppies                  | Una pelliccia per Crudelia                 | 22 febbraio 2020                                           | 29 marzo 2020     | 150        |